# カワサキ・バリオス

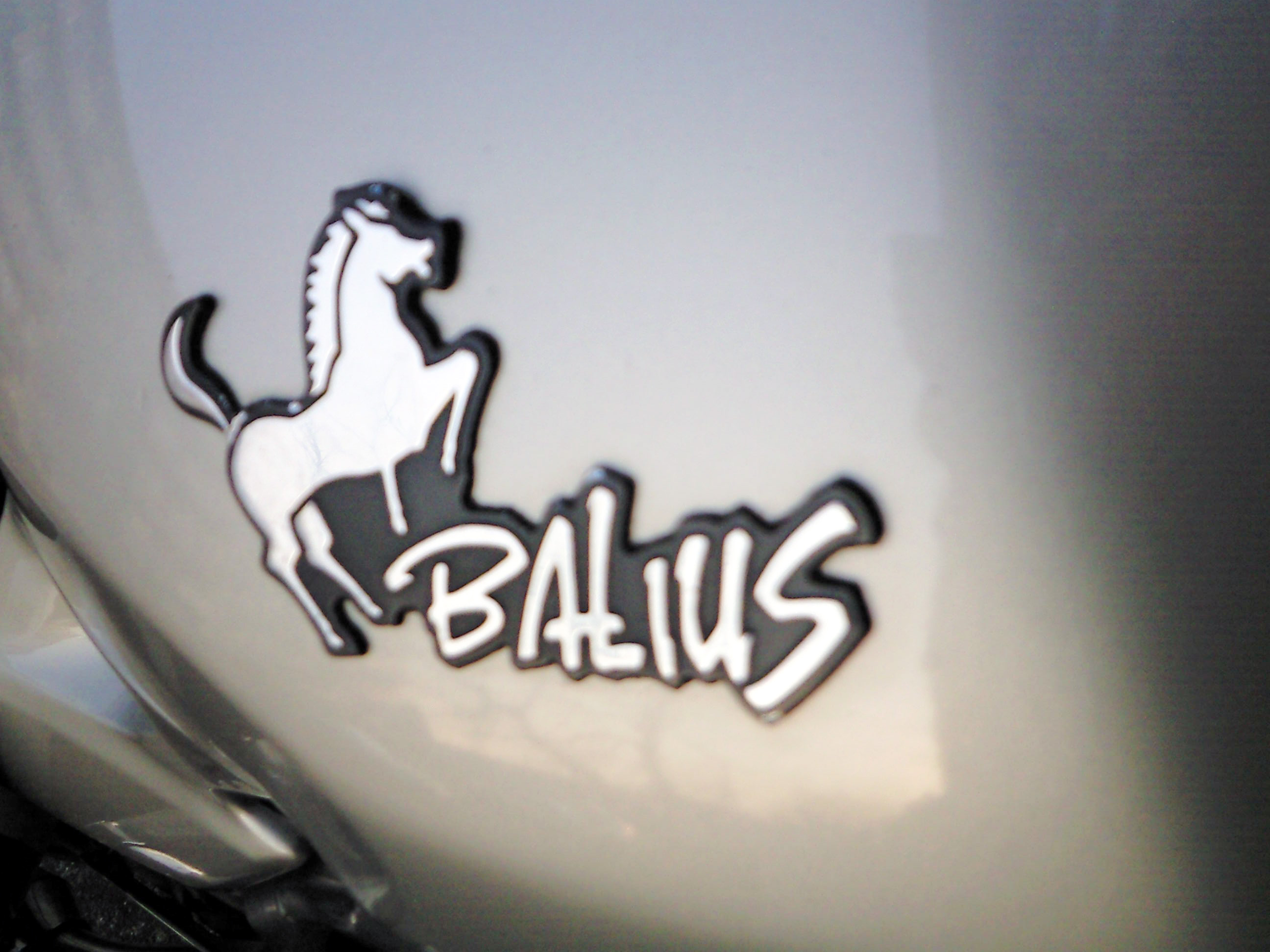
燃料タンクの跳ね馬エンブレム

カワサキ・バリオス（BALIUS）は、かつて川崎重工業が製造販売していた総排気量250ccのオートバイである。
バリオスとは、ギリシア神話に登場する不老不死の神馬の名前である（BALIUSはそのラテン語経由の英語表記）。燃料タンクにはその神馬をイメージした跳ね馬のエンブレムと“BALIUS”のロゴが描かれており、ほとんどのカワサキのバイクに入っている“Kawasaki”のロゴは、一部のモデルを除いて描かれていない。

## 概要
1991年4月、クオーター（250cc）ネイキッドスポーツモデルとして登場。同社のレーサーレプリカ「ZXR250」由来の水冷エンジンを中低速重視にリセッティングしシリンダーに空冷風のフィンを加え、左右のクランクケースカバーの形状などを変更して搭載。最高回転数は19000rpm（I型,II型前期(A1-A6,B1-B2)、II型後期(B4-B7F)からは18000rpm）で非常に甲高い排気音が特徴。
一部のバイクユーザーからはこの音をF1サウンドと呼び親しまれている。高回転域の優れた加速性能で400ccにも劣らないトルクを持ち、最高出力45ps（15000rpm)を発揮する（1993年のA3からは新馬力規制により40psへ変更）250ccとしては現代の同クラスよりも走りを重視したハードな乗り味だが、ネイキッドで軽量な車体と高いハンドルポジション、またシート高は低く作られているためオートバイ初心者や女性にも扱いやすくなっている。
足回りにはモノショック式リアサスペンションと大径ディスクブレーキを採用。マイナーチェンジによりハザードランプスイッチ、燃料計等を搭載した。
年毎にカラーリング変更などを行いながら販売を継続され、1997年4月、2本ショック式リアサスペンションを採用したバリオスII へフルモデルチェンジ。スロットルポジションセンサー付きのキャブレターを新たに採用し、エンジンレスポンスを向上させた。
なお同車は2002年2月から2005年まで、同じオートバイメーカーのスズキへOEM供給され、250ccネイキッドバンディット250の後継モデルとして、GSX250FXの名称で販売されていた。
長い間人気のあるモデルであったが、自動車排出ガス規制の強化により2007年8月末をもって生産終了となった。